# Kebek
Kebek o Qebeq (+ 1325/1326) fou kan del Kanat de Txagatai el 1309 i potser inicis del 1310, i altre cop del 1318 a la seva mort el 1325 o 1326.
Kebek era el fill de Duwa, que fou kan de 1282 fins a 1307. Durant el regnat del seu pare, Kebek va participar en les invasions mongoles de l'Índia, encapçalant una expedició punitiva contra el Sultanat de Delhi el 1305 en venjança per a la destrucció d'un exèrcit mongol l'any anterior. Va devastar el Panjab, especialment al voltant de Multan, però en el viatge de retorn el seu exèrcit fou atacat a les ribas de l'Indus per una força enviada de Delhi i va partir un alt nombre de baixes. Aquesta fou una de les últimes campanyes txagataïdes contra l'Índia, i va tenir lloc poc abans d'una cessació provisional dels atacs Mongols (1307-1327, quan es van reprendre sota el kan Tarmashirin).

## Primer Regnat
A la mort de Duwa (1307) el va succeir el seu fill Könchek o Kundine però va morir a l'any següent i un príncep d'una branca txagataïda diferent (descendent de Büri), Taliqu, va prendre el poder i va intentar imposar la religió musulmana. Això va provocar la revolta de la branca de Duwa, amb Kebek al seu front. Taliqu fou derrotat i assassinat i Kebek va pujar al tron (1309).
Aprofitant la lluita els fills de Kaidu Khan (+ 1307) Yangichar, Orus i Chapar Khan, i el net de Guyuk, Tügme, tots ogodeïdes, van intentar recuperar el poder. Els dos bàndols es van enfrontar prop d'Almaliq, i les forces de Kebek van aconseguir la victòria. Poc després Chapar Khan decidia rendir-se al khagan (gran kan) Yuan Khayisan Wuzong i es va establir amb els seus germans a Pekín el 1310, amb el que l'amenaça ogodeïda als txagataïdes es va acabar per sempre. Amb Yangichar i els seus germans derrotats, Kebek va celebrar un kuriltai o assemblea per decidir el futur del kanat. Al kuriltai els prínceps mongols acceptaren reconèixer el germà de Kebek Esen Buka I com a kan. Esen Buqa fou designat per assolir el control de l'ulus de Txagatai, i Kebek va abdicar en favor seu.

## Sota Esen Buqa
El 1314 Esen Buqa va posar a Kebek al front d'un exèrcit que havia d'envair l'Il-kanat. El gener de 1315 Kebek, juntament amb forces aliades dels karaunes (qaraunes o neguderis o nikudaris, mongols establerts a l'Afganistan i Pèrsia oriental) creuava l'Amu Darya cap a territori Ilkhànida i derrotava un exèrcit enemic al riu Murgab o Murghab. L'exèrcit txagataïda llavors va avançar fins on Herat, però aquí Kebek va rebre una convocatòria urgent d'Esen Buqa, qui necessitava ajuda per repel·lir una invasió des de l'est dels mongols Yuan. Kebek es va retirar amb part de l'exèrcit i llavors un príncep txagataïda, Yasa'ur, va desertar i va ajudar al il-kànides a derrotar la invasió, rebent en recompensa del kan Oldjeitu, terres a l'Afganistan.

## Segon Regnat
Esen Buqa I va morir vers el 1318 i Kebek el va succeir com a kan. Un dels seus primers actes fou atacar a Yasa'ur, que llavors s'havia revoltat contra els Il-kans i es trobava en un destret; Kebek el va derrotar i matar el juny del 1320.
A banda d'aquest primer conflicte, el segon regnat de Kebek fou essencialment pacífic. L'adopció d'una encunyació estàndard per tot el kanat va començar a tot tardar sota Kebek i en tot cas el kan donava suport al seu ús. Estava també interessat a establir una capital pròpia, cosa que els seus predecessors nòmades havien fet rarament. Qarshi es va convertir en la ciutat capital del kanat durant la seva vida.
Vers el 1326 Kebek va morir i el va succeir el seu germà Eljigidey (Eljigite)